# Gleichschaltung

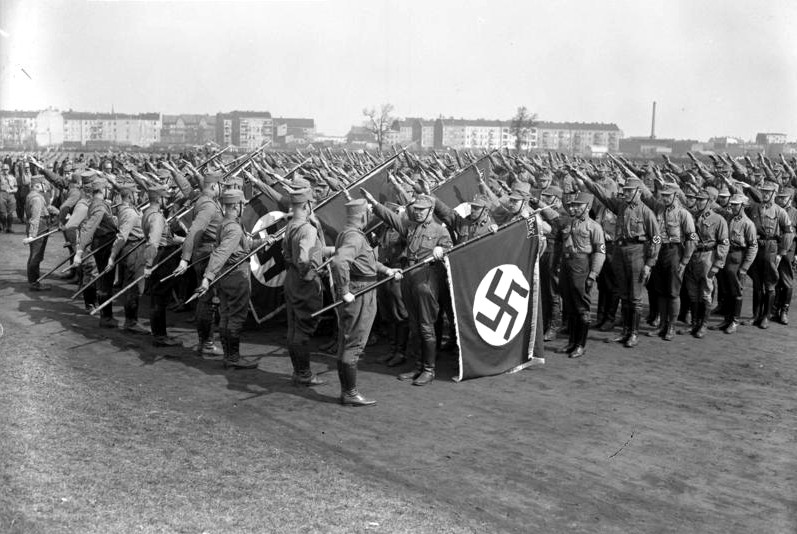
Militantes do SA durante um comício nazista em Berlim, 1933.

A palavra alemã Gleichschaltung (em português: "alinhamento", "coordenação", "sincronização", "uniformização"; pronúncia em alemão: [ˈɡlaɪçʃaltʊŋ] (escutarⓘ)), na acepção dada pelo Partido Nazista, designava o processo de se estabelecer um sistema de uniformização, a fim de instaurar, com sucesso, o controle totalitário sobre todos os aspectos da sociedade, "desde a economia e as associações comerciais até mídia, a cultura e a educação". O objetivo do Gleichschaltung era reorganizar todas as áreas da política, sociedade e cultura de acordo com as ideias nacional-socialistas. Isso resultou na incorporação de muitas organizações existentes nas associações nazistas.
Embora a Constituição de Weimar tenha permanecido nominalmente em vigor até a rendição da Alemanha após a Segunda Guerra Mundial, a nazificação quase total foi assegurada pelas resoluções de 1935 aprovadas durante os comícios de Nuremberg, quando os símbolos do Partido Nazista e do Estado foram fundidos (ver Bandeira da Alemanha) e os judeus-alemães foram privados de sua cidadania (ver Leis de Nuremberg).

## Etimologia

Emblema do Partido Nacional-Socialista dos Trabalhadores Alemães (NSDAP).

O termo tem sido traduzido como "nazificação do Estado e da Sociedade", sincronização, alinhamento, e coordenação, mas geralmente, nos textos escritos em outras línguas, a palavra é mantida na forma original alemã para transmitir o seu significado histórico único.
Gleichschaltung é uma palavra composta que vem das palavras alemãs gleich (mesmo) e schaltung (circuito) e foi derivada de um termo de engenharia elétrica que significa que todos os interruptores são colocados no mesmo circuito para que todos possam ser ativados acionando um único interruptor mestre. Seu primeiro uso é creditado ao Ministro da Justiça do Reich, Franz Gürtner.
Em seu trabalho seminal sobre o vernáculo nacional-socialista, Nazi-Deutsch/Nazi-German: An English Lexicon of the Language of the Third Reich, os historiadores Robert Michael e Karin Doerr definem Gleichschaltung como:
"Consolidação. Todas as organizações sociais, políticas e culturais do Volk alemão devem ser controladas e dirigidas de acordo com a política e a ideologia nazista. Toda oposição deve ser eliminada."

## Base legal
Os nazistas conseguiram efetivar a Gleichschaltung devido às medidas legais tomadas pelo governo durante os 20 meses seguintes a 30 de janeiro de 1933, quando Adolf Hitler se tornou chanceler da Alemanha.

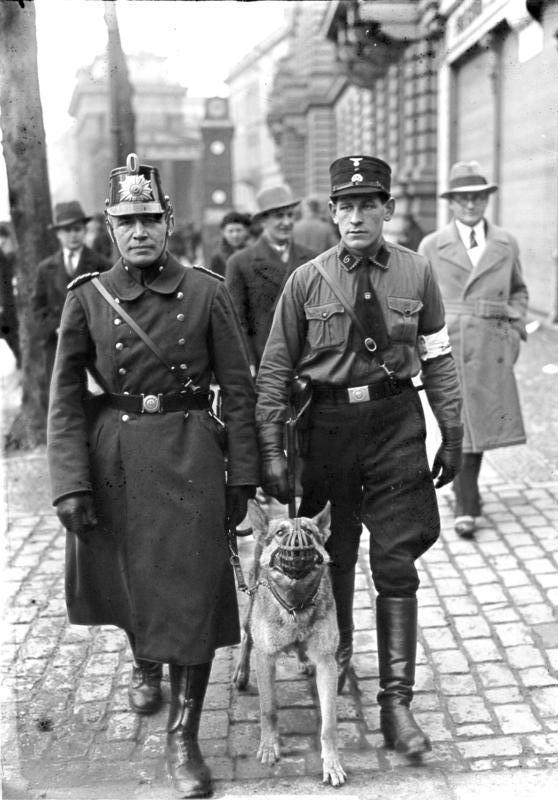
Um policial (à esquerda) e um membro do SA (à direita), um dos 50 mil nazistas colocados na Prússia pelo Partido como um "Hilfspolizei" ("Polícia Auxiliar"), 5 de março de 1933.

- Um policial (à esquerda) e um membro do SA (à direita), um dos 50 mil nazistas colocados na Prússia pelo Partido como um "Hilfspolizei" ("Polícia Auxiliar"), 5 de março de 1933.Decreto do Incêndio do Reichstag: No dia seguinte ao incêndio do Reichstag, o presidente da Alemanha, o Marechal Paul von Hindenburg, agindo a pedido de Hitler e com base nos poderes de emergência do artigo 48 da Constituição de Weimar, emitiu o Decreto do Incêndio do Reichstag (28 de fevereiro de 1933). Este decreto, formalmente intitulado "Decreto do Presidente do Reich para a Proteção do Povo e do Estado", suspendeu a maioria dos direitos dos cidadãos previstos na constituição, incluindo o direito de habeas corpus, liberdade de expressão, de imprensa, de reunião e privacidade das comunicações. Isso permitiu a prisão de adversários políticos, principalmente comunistas, e o terror de outros eleitores pelo Batalhão de Assalto (Sturmabteilung, SA), uma milícia paramilitar nazista, antes das próximas eleições.[10] Nesta atmosfera, a eleição geral do Reichstag ocorreu em 5 de março de 1933.[11] Os nazistas esperavam obter uma maioria absoluta e afastar seus parceiros de coalizão, o Partido Popular Nacional Alemão (DNVP). No entanto, os nazistas obtiveram apenas 43,9% dos votos, aquém da maioria e bem abaixo do número necessário para emendar a constituição federal.
- Lei de Habilitação: Quando o recém-eleito Reichstag se reuniu - não incluindo os delegados comunistas cuja participação na política havia sido proibida - ele aprovou a Lei de Habilitação (23 de março de 1933). Esta lei, formalmente intitulada "Lei para Remediar a Aflição do Povo e do Reich", deu ao governo (o Chanceler do Reich e seu gabinete) o direito de promulgar leis por um período de quatro anos sem o envolvimento do Reichstag ou do Presidente do Reich. Como emenda constitucional, exigia uma maioria de dois terços para ser aprovada. Mesmo com a proscrição dos comunistas, os nazistas e seu aliado, o DNVP, ainda estavam aquém desse número. Por meio da intimidação de deputados cercando o Reichstag com um cordão de milicianos do SA e por meio de promessas de proteção à liberdade religiosa ao Partido do Centro Católico, foi obtida a aquiescência de um número suficiente de deputados. Com apenas a oposição do Partido Social-Democrata da Alemanha (SPD), a Lei de Habilitação foi aprovada por 444 a 94 votos. Para todos os efeitos, toda a Constituição de Weimar foi anulada.[12] Esta peça de legislação constituiu a pedra angular sobre a qual a ditadura nazista contornou a estrutura constitucional da República de Weimar e foi capaz de impor sua vontade à nação por decreto.[13]
- Lei Provisória sobre a Coordenação dos Estados com o Reich: Promulgada pelo governo do Reich usando a Lei de Habilitação, a "Lei Provisória sobre a Coordenação dos Estados com o Reich" (31 de março de 1933) dissolveu os parlamentos de todos os estados alemães, exceto o recém-eleito parlamento prussiano, o qual os nazistas já controlavam. Também ordenou que os parlamentos estaduais fossem reconstituídos com base nos votos estaduais expressos na eleição do Reichstag de 5 de março (exceto para os assentos comunistas, os quais não foram preenchidos). Sob esta disposição, os nazistas e seus parceiros DNVP conseguiram obter maiorias de trabalho em todos os parlamentos. Além disso, determinou a dissolução simultânea de todos os parlamentos estaduais sempre que o Reichstag fosse dissolvido. Também deu aos governos estaduais os mesmos poderes para promulgar legislação que o governo do Reich possuía sob a Lei de Habilitação.[14]

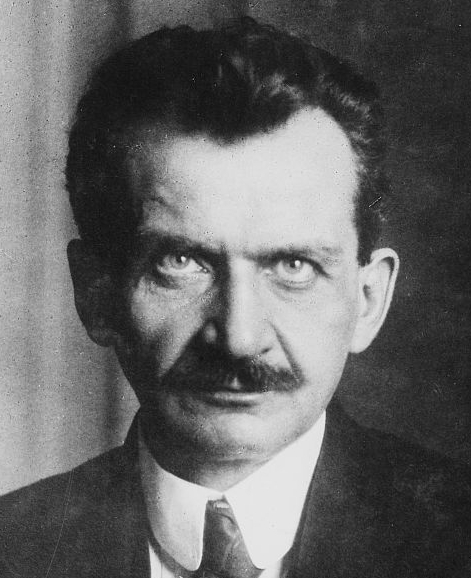
Durante o debate sobre a Lei de Habilitação, o presidente social-democrata Otto Wels proferiu as últimas palavras livres no Reichstag: "A liberdade e a vida podem ser tiradas de nós, mas não nossa honra." A passagem subsequente da lei acabou com a democracia parlamentar.

- Durante o debate sobre a Lei de Habilitação, o presidente social-democrata Otto Wels proferiu as últimas palavras livres no Reichstag: "A liberdade e a vida podem ser tiradas de nós, mas não nossa honra." A passagem subsequente da lei acabou com a democracia parlamentar.Segunda Lei sobre a Coordenação dos Estados com o Reich: A fim de estender ainda mais seu poder sobre os estados alemães, o governo do Reich promulgou a "Segunda Lei sobre a Coordenação dos Estados com o Reich" (7 de abril de 1933). Essa medida implantou um Reichsstatthalter (governador do Reich) em cada estado. Esses oficiais, nomeados pelo presidente por recomendação do chanceler, eram responsáveis perante o ministro do Interior Wilhelm Frick e deveriam atuar como procônsules locais em cada estado, com controle quase total sobre os governos estaduais.[15] Eles foram autorizados a presidir as reuniões do governo estadual, nomear e demitir o ministro-presidente do estado, bem como outros altos funcionários e juízes, dissolver o parlamento estadual, convocar novas eleições e promulgar leis estaduais. A lei conferia o cargo de Reichsstatthalter na Prússia ao próprio chanceler do Reich.[16]
- Lei de Restabelecimento da Função Pública Profissional: Outra medida da Gleichschaltung nazista foi a promulgação da "Lei de Restabelecimento da Função Pública Profissional" (7 de abril de 1933), que determinava a "coordenação" do serviço público - que na Alemanha incluía não apenas burocratas, mas também professores escolares e universitários, juízes, promotores e outros profissionais – nos níveis federal, estadual e municipal, e autorizou a remoção de judeus e comunistas desses cargos, com exceções limitadas para aqueles que lutaram na Primeira Guerra Mundial ou perderam um pai ou filho em combate.[17]
- Lei Contra a Formação de Partidos: O Partido Comunista havia sido efetivamente banido em tudo, exceto no nome, pelo Decreto do Incêndio do Reichstag e foi completamente banido a partir de 6 de março.[18] Após meses adicionais de violência e intimidação contra o Partido Social Democrata, o governo apreendeu todos os seus ativos e o baniu completamente em 22 de junho de 1933, cancelando todos os mandatos eleitorais do SDP no Reichstag e nos parlamentos estaduais.[19] No início de julho, todos os outros partidos, até mesmo os antigos aliados dos nazistas, o DNVP, foram intimidados a se dissolver em vez de enfrentar prisões e deportação para campos de concentração.[20] Assim, o DNVP (27 de junho), o Partido do Estado Alemão (28 de junho), o Partido do Centro (3 de julho), o Partido do Povo da Baviera (4 de julho) e o Partido do Povo Alemão (4 de julho) foram formalmente dissolvidos.[21] A "Lei Contra a Formação de Partidos" (14 de julho de 1933) declarou o NSDAP como o único partido político legal do país, formalizando o que já havia sido realizado através da campanha de terror nazista e a capitulação completa da oposição.[22]
- Lei sobre a Reconstrução do Reich: Todos os parlamentos estaduais foram dissolvidos (junto com o Reichstag) em 14 de outubro de 1933 e, embora as novas eleições para o Reichstag tenham ocorrido em 12 de novembro, nenhuma nova eleição parlamentar estadual foi agendada. Agora, no aniversário de um ano de chegada ao poder, o governo do Reich aprovou pelo Reichstag, por votação unânime, a "Lei sobre a Reconstrução do Reich" (30 de janeiro de 1934). Esta foi uma das sete leis aprovadas pelo Reichstag nas 19 sessões realizadas durante todo o regime nazista, em oposição às 986 leis promulgadas exclusivamente pelo governo do Reich sob a autoridade da Lei de Habilitação.[23] A lei, na forma de emenda constitucional, aboliu formalmente o conceito de república federativa. Os parlamentos estaduais foram totalmente abolidos e a soberania dos estados passou para o governo central. Os estados, embora não tenham sido eliminados, foram reduzidos a meros órgãos administrativos do Reich, convertendo efetivamente a Alemanha em um estado unitário altamente centralizado. Ao destruir a autonomia dos estados alemães históricos, Hitler conseguiu o que Bismarck, Wilhelm II e a República de Weimar nunca ousaram tentar.[24]
- Lei sobre a Abolição do Reichsrat: Duas semanas após a abolição dos parlamentos estaduais, o governo do Reich promulgou a "Lei sobre a Abolição do Reichsrat" (14 de fevereiro de 1934) abolindo formalmente o Reichsrat, a segunda câmara do parlamento nacional que representava os estados. Esta foi uma clara violação não apenas da Constituição de Weimar, mas do Artigo 2 da Lei de Habilitação, que proibia leis que afetassem a instituição do Reichsrat.[25]
- Lei Relativa ao Chefe de Estado do Reich Alemão: Com o presidente do Reich, o Marechal von Hindenburg, mortalmente doente, o governo do Reich promulgou a "Lei Relativa ao Chefe de Estado do Reich Alemão" (1º de agosto de 1934). Esta lei foi assinada por todo o gabinete do Reich. Ela combinou o cargo de Presidente do Reich com o de Chanceler do Reich e foi elaborada para entrar em vigor após a morte do Presidente do Reich, ocorrida no dia seguinte. Mais uma vez, isso foi uma clara violação da Lei de Habilitação, que proibia qualquer ação que interferisse no cargo de presidente do Reich. Com esta lei, Hitler tornou-se não apenas o chefe de Estado da nação alemã, mas também o comandante-em-chefe das forças armadas.[26]

## Coordenação dosLänderalemães

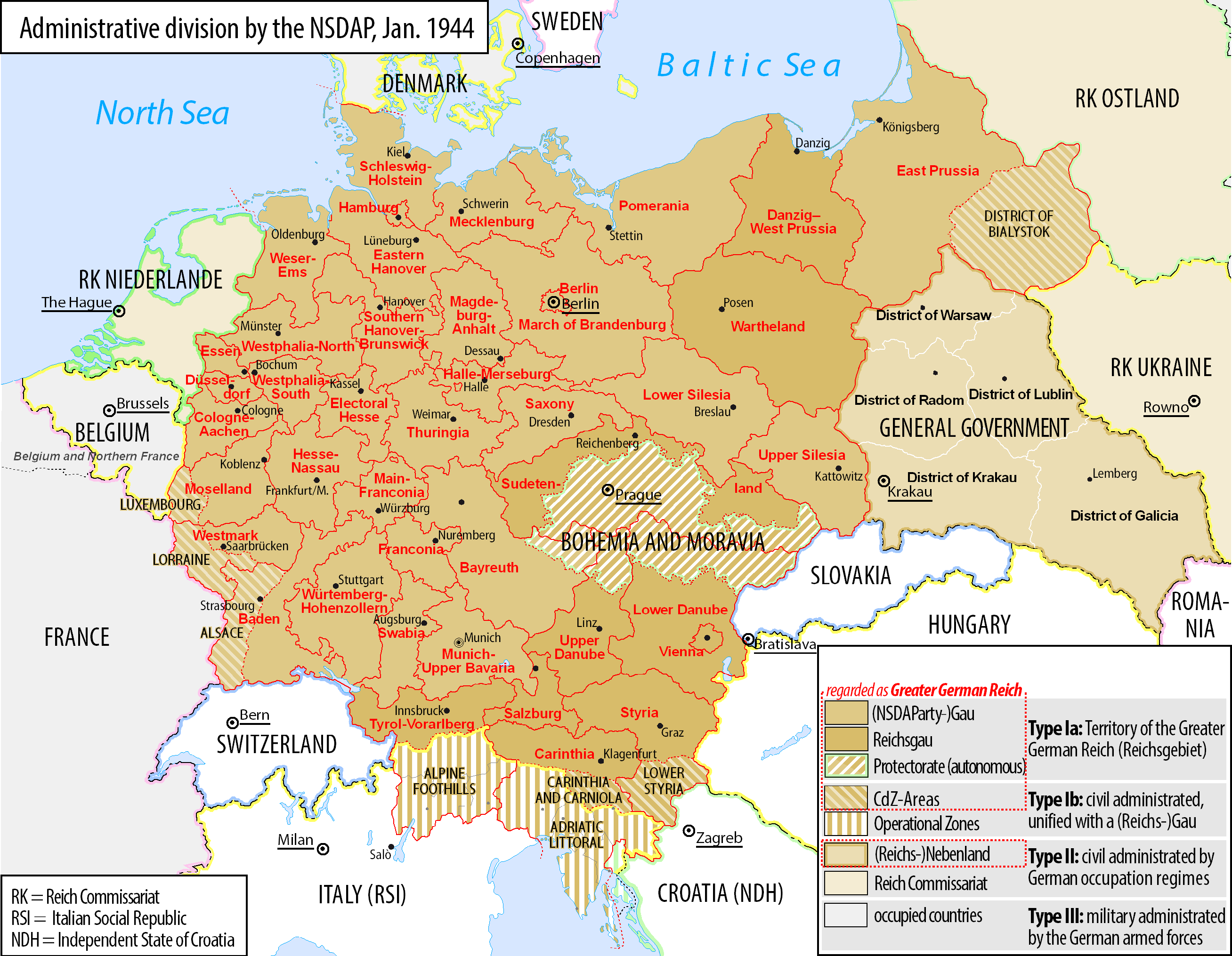
O sistema Gau do Partido Nazista substituiu efetivamente a estrutura federal do país.

Quando Adolf Hitler foi nomeado Chanceler do Reich em 30 de janeiro de 1933, o Partido Nazista controlava apenas cinco dos dezessete Länder (estados) alemães. No entanto, os nazistas agiram rapidamente para eliminar quaisquer potenciais centros de oposição que surgissem nos estados restantes. Imediatamente após a eleição do Reichstag de 5 de março de 1933, o governo central começou a sério sua campanha para assumir os governos estaduais que ainda não controlava e, em um período muito curto, eles alcançaram o domínio sobre a administração em todos os estados.
"O padrão foi semelhante em cada caso: pressão sobre os governos estaduais não nazistas para colocar um nacional-socialista no comando da polícia; manifestações ameaçadoras de tropas SA e SS nas grandes cidades; o levantamento simbólico da bandeira da suástica nas prefeituras; a capitulação quase sem resistência dos governos eleitos; a imposição de um comissário do Reich sob o pretexto de restaurar a ordem ... Apesar da aparência de legalidade, a usurpação dos poderes dos Länder pelo Reich foi uma clara violação da Constituição. A força e a pressão das próprias organizações nazistas – chantagem política – foram as únicas responsáveis por criar a 'agitação' que levou à suposta restauração da 'ordem'. Os termos do decreto de emergência de 28 de fevereiro não ofereciam nenhuma justificativa, pois claramente não havia necessidade de defesa contra quaisquer 'atos de violência comunista que ponham em perigo o Estado'. Os únicos atos desse tipo foram os dos próprios nazistas."

Embora os estados alemães tradicionais não tenham sido formalmente abolidos (excluindo Mecklenburg-Strelitz em 1934 e Lübeck em 1937), seus direitos constitucionais e soberania foram erodidos e finalmente acabaram. A Prússia já estava sob administração federal quando Hitler chegou ao poder, servindo de modelo para o processo.

A tabela a seguir apresenta uma visão geral do processo de Gleichschaltung conforme foi aplicado à nazificação dos governos dos Länder alemães. Embora, estritamente falando, o processo de Gleichschaltung não tenha começado até depois da tomada do poder pelos nazistas no nível do Reich no final de janeiro de 1933, a tabela também apresenta sucessos anteriores do Partido Nazista em se infiltrar e assumir o comando de várias administrações estatais alemãs durante 1930-1932. Na maioria desses casos, eles tomaram a pasta dos ministérios do interior dos quais controlavam a polícia, instalando partidários nazistas e expurgando opositores.
A maioria dos gabinetes de coalizão que os nazistas formaram contou com a participação de seu aliado nacionalista conservador, o Partido Popular Nacional Alemão (DNVP). A "Lei Contra a Fundação de Novos Partidos" (14 de julho de 1933) proibiu todos os partidos, exceto o Partido Nazista. Os membros do DNVP dos gabinetes de coalizão restantes acabaram se juntando ao Partido ou foram substituídos por nazistas, resultando em um governo de partido único em todos os Länder.
| Legenda: | Entrou em um governo de coalizão liderado por um não-nazista | Formou um governo de coalizão liderado por um nazista | Formou um governo totalmente nazista |

| Tomada do poder pelos nazistas nos Länder | Tomada do poder pelos nazistas nos Länder | Tomada do poder pelos nazistas nos Länder |
| Data                                      | Länder                                    | Event |
| ----------------------------------------- | ----------------------------------------- | --- |
| Turíngia                                  | 23 de janeiro de 1930                     | Primeiro nazista entra em um gabinete de coalizão com Wilhelm Frick nomeado Ministro do Interior e Educação Pública                               |
|                                           | 26 de agosto de 1932                      | Gabinete de coalizão liderado pelos nazistas formado sob o ministro-presidente Fritz Sauckel                                                      |
| Brunswick                                 | 1º de outubro de 1930                     | Nazistas entram no gabinete de coalizão com Anton Franzen nomeado Ministro do Interior e Educação Pública                                         |
|                                           | 9 de maio de 1933                         | Gabinete totalmente nazista formado sob o ministro-presidente Dietrich Klagges                                                                    |
| Mecklenburg-Strelitz                      | 8 de abril de 1932                        | Nazistas entram no gabinete de coalizão com Fritz Stichtenoth nomeado Staatsrat (conselheiro estadual)                                            |
|                                           | 29 de maio de 1933                        | Gabinete totalmente nazista formado sob o Ministro de Estado Fritz Stichtenoth                                                                    |
| Anhalt                                    | 21 de maio de 1932                        | Primeiro gabinete de coalizão liderado pelos nazistas formado pelo ministro-presidente Alfred Freyberg                                            |
| Oldenburg                                 | 16 de junho de 1932                       | Primeiro gabinete totalmente nazista formado sob o ministro-presidente Carl Röver                                                                 |
| Mecklenburg-Schwerin                      | 13 de julho de 1932                       | Gabinete totalmente nazista formado sob o ministro-presidente Walter Granzow                                                                      |
| Prússia                                   | 30 de janeiro de 1933                     | Nazistas entram no gabinete de coalizão formado sob o comissário do Reich, Franz von Papen; Hermann Göring torna-se Ministro do Interior          |
|                                           | 11 de abril de 1933                       | Gabinete de coalizão liderado pelos nazistas formado sob o ministro-presidente Hermann Göring                                                     |
| Lippe                                     | 7 de fevereiro de 1933                    | Gabinete de coalizão liderado pelos nazistas formado sob o presidente da Landespraesidien (Presidência Estadual) Ernst Krappe                     |
| Hamburgo                                  | 8 de março de 1933                        | Gabinete de coalizão liderado pelos nazistas formado sob o presidente do Senado e Bürgermeister Carl Vincent Krogmann                             |
| Schaumburg-Lippe                          | 8 de março de 1933                        | Nomeação do Reichskommissar Kurt Matthaei; em 1º de abril, um gabinete totalmente nazista formado sob o conselheiro de Estado Hans-Joachim Riecke |
| Bavária                                   | 10 de março de 1933                       | Gabinete totalmente nazista formado sob o Reichskommissar Franz Ritter von Epp                                                                    |
| Saxônia                                   | 10 de março de 1933                       | Gabinete de coalizão liderado pelos nazistas formado sob o Reichskommissar Manfred Freiherr von Killinger                                         |
| Baden                                     | 10 de março de 1933                       | Gabinete totalmente nazista formado sob o Reichskommissar Robert Heinrich Wagner                                                                  |
| Lübeck                                    | 12 de março de 1933                       | Nomeação do Reichskommissar Friedrich Völtzer; em 8 de junho, Otto-Heinrich Drechsler nomeado presidente do Senado e Bürgermeister                |
| Hesse                                     | 13 de março de 1933                       | Gabinete totalmente nazista formado sob o Staatspräsident Ferdinand Werner                                                                        |
| Württemberg                               | 15 de março de 1933                       | Gabinete de coalizão liderado pelos nazistas formado sob o ministro-presidente Wilhelm Murr                                                       |
| Bremen                                    | 18 de março de 1933                       | Gabinete de coalizão liderado pelos nazistas formado pelo presidente do Senado e Bürgermeister interino Richard Markert                           |

## Propaganda e integração social

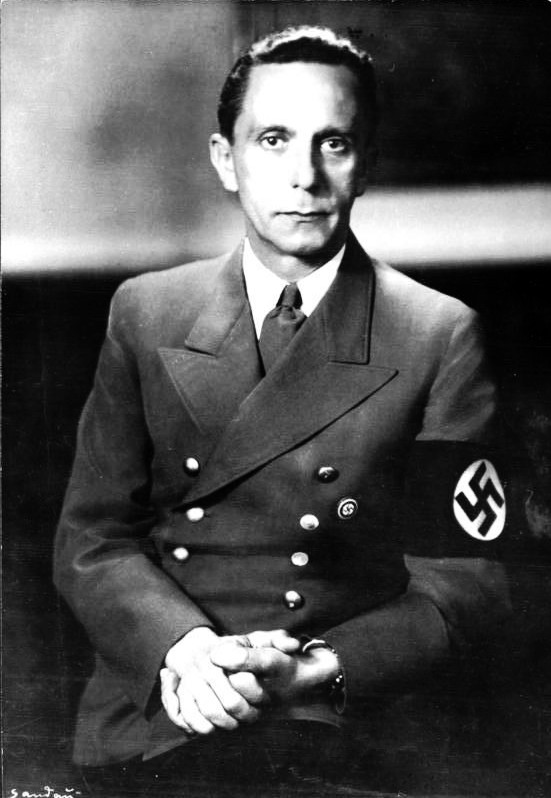
Joseph Goebbels em 1942.

Um dos passos mais críticos para a Gleichschaltung da sociedade alemã foi a introdução do "Ministério de Esclarecimento Público e Propaganda" sob Joseph Goebbels em março de 1933 e os passos subsequentes dados pelo Ministério da Propaganda para assumir o controle total da imprensa e todos os meios de comunicação social. Isso incluía a supervisão de jornais, revistas, filmes, livros, reuniões e cerimônias públicas, relações com a imprensa estrangeira, teatro, arte e música, rádio e televisão. Para isso, Goebbels disse:

"[O] segredo da propaganda [é] permear a pessoa que ela pretende atingir, sem que ela perceba que está sendo permeada. Claro que a propaganda tem um propósito, mas o propósito deve ser dissimulado com tal astúcia e virtuosismo que a pessoa a quem esse propósito deve ser executado nem perceba."
Esse também era o propósito da "coordenação": garantir que cada aspecto da vida dos cidadãos alemães fosse permeado pelas ideias e preconceitos dos nazistas. De março a julho de 1933 e continuando depois disso, o Partido Nazista sistematicamente eliminou ou cooptou organizações não nazistas que poderiam potencialmente influenciar as pessoas. Os críticos de Hitler e dos nazistas foram reprimidos, intimidados ou assassinados.

"Todas as associações voluntárias nacionais e todos os clubes locais foram colocados sob controle nazista, desde grupos de pressão industriais e agrícolas até associações esportivas, clubes de futebol, coros de vozes masculinas, organizações femininas - em suma, todo o tecido da vida associativa foi nazificado. Clubes ou sociedades rivais de orientação política foram fundidos em um único corpo nazista. Os líderes existentes de associações voluntárias foram depostos sem cerimônia ou rendidos por sua própria vontade. Muitas organizações expulsaram membros esquerdistas ou liberais e declararam sua lealdade ao novo Estado e suas instituições. Todo o processo ... aconteceu por toda a Alemanha. ... No final, praticamente as únicas associações não nazistas que restaram foram o Exército e as igrejas com suas organizações leigas." - Evans, Richard J. (2005). The Third Reich in Power, pg. 14. ISBN 0-14-303790-0.

Bandeira do Associação Nacional-Socialista do Reich para Exercício Físico (Nationalsozialistischer Reichsbund für Leibesübungen, NSRL).

Por exemplo, em 1934, o governo fundou o Reichsbund alemão para exercícios físicos, mais tarde o Reichsbund nacional-socialista para exercícios físicos, como o órgão oficial de esportes. Todas as outras associações esportivas alemãs gradualmente perderam sua liberdade e foram cooptadas para ela. Além do esporte, outra parte mais importante do esforço de "coordenação" foi o expurgo do funcionalismo público, tanto no nível federal quanto no estadual. Funcionários federais de alto escalão - os secretários de Estado - foram amplamente substituídos se não simpatizassem com o programa nazista, assim como os burocratas equivalentes nos estados, com a nazificação ocorrendo em todos os níveis. Funcionários públicos correram para ingressar no Partido Nazista, temendo perder seus empregos se não o fizessem. No nível local, prefeitos e conselhos foram aterrorizados por tropas de assalto nazistas das SA e SS para que renunciassem ou seguissem ordens para substituir funcionários e trabalhadores de instituições públicas locais que fossem judeus ou pertencessem a outros partidos políticos.

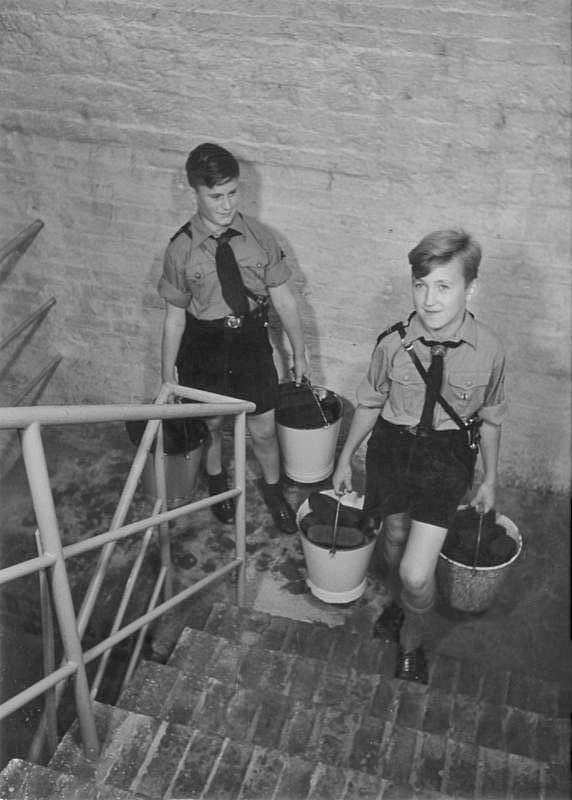
Membros do Deutsche Jungvolk realizando serviços comunitários.

O Gleichschaltung também incluiu a formação de várias organizações com adesão obrigatória para segmentos da população, particularmente a juventude da Alemanha. Os meninos serviriam pela primeira vez como aprendizes no Pimpfen (filhotes), começando aos seis anos de idade e, aos dez anos, entrariam no Deutsches Jungvolk (jovens meninos alemães) e serviriam lá até ingressar na Juventude Hitlerista aos quatorze anos. Os meninos permaneciam lá até os dezoito anos, quando entravam no Arbeitsdienst (Serviço de Trabalho) e nas forças armadas. As meninas passariam a fazer parte da Jungmädel (Jovens Moças) aos dez anos e aos quatorze anos seriam inscritas na Bund Deutscher Mädel (Liga das Moças Alemãs). Aos dezoito anos, os membros da BDM geralmente iam para o território oriental para seu Pflichtdienst, ou Landjahr, um ano de trabalho em uma fazenda. Em 1940, os membros da Juventude Hitlerista somavam cerca de oito milhões.

### Força pela Alegria
Uma organização recreativa abrangente para trabalhadores, chamada Kraft durch Freude ("Força pela Alegria") foi criada sob os auspícios da Frente Trabalhista Alemã (em alemão: Deutsche Arbeitsfront ou DAF), que havia sido criada quando os nazistas dissolveram à força os sindicatos em 2 de maio de 1933, anulando assim o movimento operário. Os passatempos foram regulamentados e todos os clubes privados, fossem eles de xadrez, futebol ou marcenaria, foram colocados sob o controle da Kraft durch Freude, que também fornecia viagens de férias, esqui, natação, shows e cruzeiros marítimos. Cerca de 43 milhões de alemães desfrutaram de viagens por meio da iniciativa Kraft durch Freude. Esse esforço inspirou a ideia dos alemães adquirirem automóveis e a construção da Autobahn. Foi a maior das muitas organizações estabelecidas pelos nazistas e um sucesso de propaganda.
Os trabalhadores também foram alinhados com o partido por meio de atividades como o Reichsberufswettkampf, uma competição vocacional nacional. Muitos desempregados também foram convocados para a Frente Trabalhista Alemã, onde receberam uniformes e ferramentas e foram postos para trabalhar; o desaparecimento de desempregados das ruas contribuiu para a percepção de que os nazistas estavam melhorando as condições econômicas da Alemanha.

## Implicações
A historiadora Claudia Koonz explica que a palavra Gleichschaltung deriva da área de eletricidade, onde se refere à conversão de energia de corrente alternada em corrente contínua, o que é chamado de "retificação" em português; a palavra Gleichschaltung traduz literalmente como "faseamento". Usado em seu sentido sócio-político, Gleichschaltung não tem equivalente em nenhum outro idioma. Os nazistas também usaram outros termos semelhantes, como Ausschaltung, que constituía a remoção ou "desligamento" de qualquer um que manchasse ou sujasse a nação alemã. Essa terminologia aparentemente clínica captou tanto o significado mecânico quanto o biológico para os membros da sociedade alemã; como explicou um cidadão alemão em visita a Londres: "Isso significa que a mesma corrente fluirá através do corpo político étnico [Volkskörper]."
O ex-professor de línguas românicas da Universidade de Dresden, Viktor Klemperer - demitido de seu cargo por ser judeu em 1935 e que só sobreviveu ao tempo na Alemanha por ser casado com uma mulher alemã proeminente - coletou uma lista de termos empregados na fala cotidiana pelo nazistas, os quais ele discutiu em seu livro, LTI – Lingua Tertii Imperii, publicado em inglês como The Language of the Third Reich ("A Linguagem do Terceiro Reich"). Neste trabalho, Klemperer afirma que os nazistas fizeram da própria língua alemã um servo de sua ideologia por meio de seu uso repetitivo, eventualmente permeando a própria "carne e sangue" de seu povo. Por exemplo, se estivesse ensolarado e agradável, era descrito como "clima de Hitler", ou se você não cumprisse os ideais nazistas de conformidade racial e social, você era "desligado" (como um aparelho).
Quando a ênfase flagrante no ódio racial de outros parecia chegar a um impasse no sistema escolar, por meio de transmissões de rádio ou em bobinas de filme, os supervisores da propaganda nazista Gleichschaltung mudaram para estratégias que se concentravam mais na união e na "consciência de nós" do Volk coletivo, mas os mandatos da "coordenação" nazista permaneceram: prestar homenagem ao Führer, expulsar todos os estrangeiros, sacrificar-se pelo povo alemão e acolher os desafios futuros. Embora a maior unidade social e econômica alemã tenha sido produzida por meio das iniciativas Gleichschaltung do regime, foi à custa da individualidade e em detrimento social de qualquer inconformista; e pior - contribuiu e reforçou a exclusão social e racial de qualquer um considerado inimigo pela doutrina nacional-socialista. A Gleichschaltung nazista ou "sincronização" da sociedade alemã - junto com uma série de legislações nazistas - foi parte integrante da privação de direitos econômicos dos judeus, a violência contra a oposição política, a criação de campos de concentração, as Leis de Nuremberg, o estabelecimento de uma Volksgemeinschaft racial, a busca de Lebensraum e a violenta destruição em massa de vidas humanas consideradas de alguma forma menos valiosas pelo governo nacional-socialista da Alemanha.